# Mülheim an der Ruhr
Mülheim an der Ruhr település Németországban, azon belül Észak-Rajna-Vesztfália tartományban. Lakosainak száma 173 255 fő (2023. december 31.). Mülheim an der Ruhr Essen, Mettmann járás, Duisburg, Oberhausen és Ratingen községekkel határos.

## Fekvése
Oberhausentől délre fekvő település.

## Leírása
A Ruhr mindkét partján fekvő város déli részei a Rajnai-Pala hegység utolsó nyúlványain, az északi részei az Alsórajnai síkságon terülnek el.
A városnak a Ruhr völgyében kiterjedt üdülőkörzetei vannak, és a Ruhron közlekedő hajók mintegy félmilliós forgalmat bonyolítanak le évente.

## Városrészek
| Sz. | Városrész         | Teilraum          | Kerület (Bezirk)    | Terület (km²) | Fő1)   | Fő (pro km²) |
| --- | ----------------- | ----------------- | ------------------- | ------------- | ------ | ------------ |
| 1   | Altstadt I        | 1 Stadtmitte      | 1 Rechtsruhr-Süd    | 3,20          | 20.119 | 6287         |
| 2   | Altstadt II       | 1 Stadtmitte2)    | 1 Rechtsruhr-Süd2)  | 5,79          | 24.696 | 4265         |
| 3   | Styrum            | 2 Styrum          | 2 Rechtsruhr-Nord   | 4,44          | 15.484 | 3487         |
| 4   | Dümpten           | 3 Dümpten4)       | 2 Rechtsruhr-Nord4) | 5,51          | 18.392 | 3338         |
| 5   | Heißen            | 4 Heißen3)        | 1 Rechtsruhr-Süd3)  | 8,88          | 21.117 | 2378         |
| 6   | Menden-Holthausen | 1 Stadtmitte      | 1 Rechtsruhr-Süd    | 17,30         | 13.450 | 777          |
| 7   | Saarn             | 5 Saarn           | 3 Linksruhr         | 26,92         | 23.485 | 872          |
| 8   | Broich            | 6 Broich/Speldorf | 3 Linksruhr         | 8,78          | 13.678 | 1558         |
| 9   | Speldorf          | 6 Broich/Speldorf | 3 Linksruhr         | 10,46         | 18.269 | 1747         |

1) : 2014. december 31-én

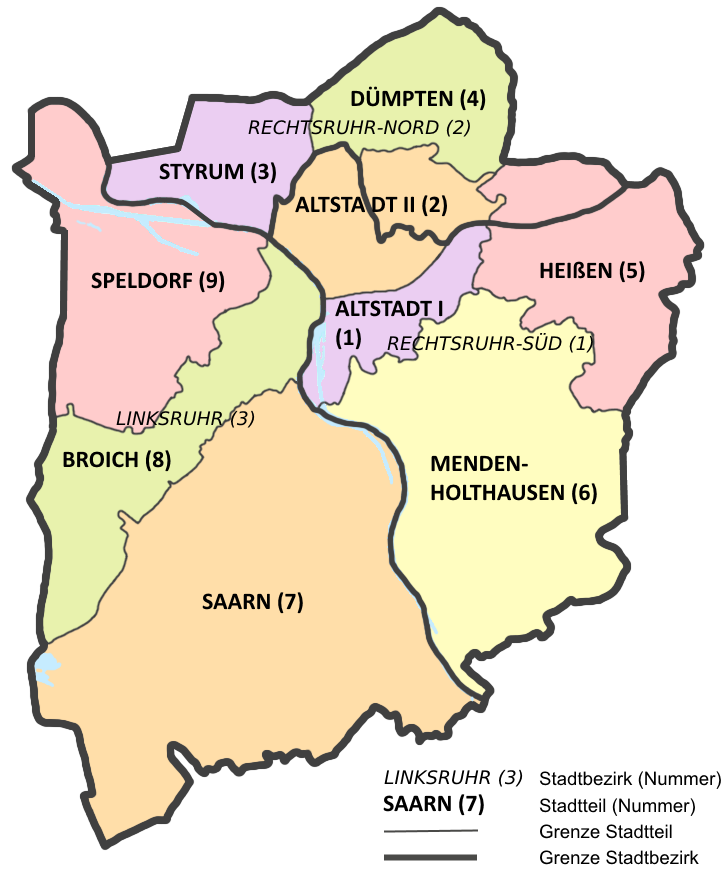
Stadtteile und Bezirke

2) Aus dem Stadtteil Altstadt II wurden Teile (Altstadt II-Nordost und Papenbusch) ausgesondert und dem Teilraum Dümpten im Bezirk Rechtsruhr-Nord zugeordnet.
3) Aus dem Stadtteil Heißen wurden Teile (Winkhausen-Nord) herausgenommen und dem Teilraum Dümpten im Bezirk Rechtsruhr-Nord zugeordnet.
4) Der Teilraum Dümpten besteht aus dem historischen Stadtteil und den oben unter Punkt 2 angegebenen Erweiterungen.

## Története

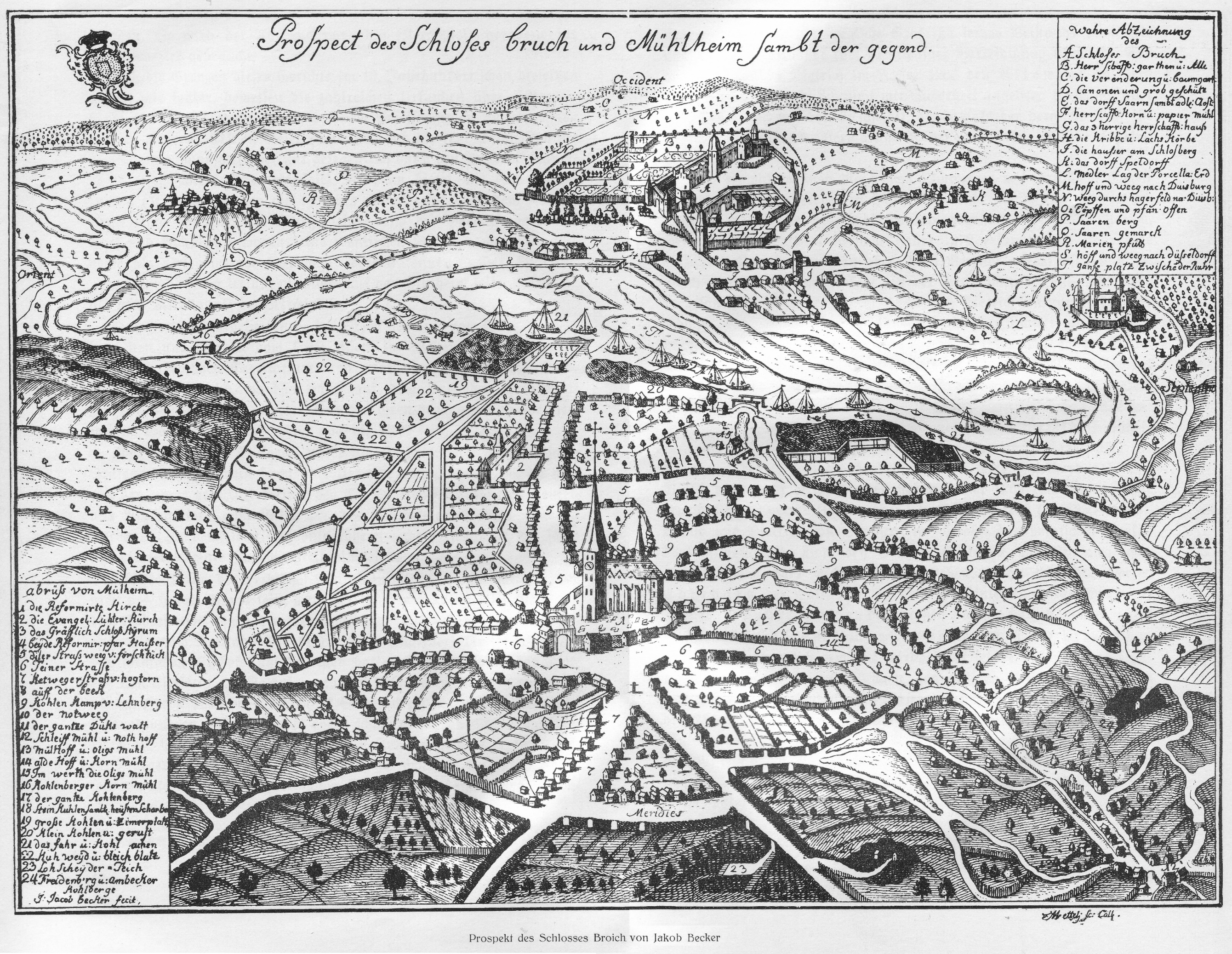
Egy régi metszet Mülheimről

Mülheim egykori urai a Broich grófok a keresztesháborúk idején haltak ki. Székhelyük a mai Krichenhügel nevű domb volt, mely több Karoling telepből kialakult település ősmagja, a rajta álló Szt. Péter templommal.
A Ruhr másik oldalán e településmaggal szemben 883-884-ben Broich vára épült fel.
A mai gyorsforgalmi út a Hellweg egykor a királyok, kereskedők és egyúttal a hadak vonulásának a híres útja volt, e helyen keresztezve a Ruhr folyót Mülheim és Broich vára között.
Mülheim a 13. században kapott piacjogot, a városi rangot azonban csak 1808-ban kapta meg.
A településen és környékén valószínűleg már a 12. század előtt is folyt szénbányászás, s mivel a folyó Mülheimig mindig is hajózható volt, itt élénk szénkereskedelem is kialakult, majd a 19. század elejétől létrejött itt a vaskohászat is, amely hamarosan jelentősebb lett a szénbányászatnál és szénkereskedelemnél is.
Mülheim nagyvárossá és ipari centrummá 1908 körül lett, melyben nagy szerepe volt a Hugo Stinnes által alapított nagy nehézipari konszernnek, melynek székhelye is itt van.
A városnak van könnyűipara, vegyipara és meteorológiai állomása is. Valamint itt működik a Max-Planck-Institut szénkutató részlege is.
A város területének majdnem fele mező- és erdőgazdasági terület.
Látnivalói közül jelentősebb a Broich-kastély (Schloss Broich) késő karoling kori vár alapjainak és falainak maradványai, és a Kirchenhügelen álló Szt. Péter templom, melynek legrégebbi részei a 11. századból valók, a Mária templom és a Teiner-Strasse környékének favázas házai, melyeknek egyikében helytörténeti múzeum is található.
A város legdélibb részén pedig a Mülheimer Ruhrtalbrücke, a majdnem 2 km hosszú acélhíd íveli át a folyó völgyét, mely Mülhelm szimbóluma is egyben.

## Közlekedés

### Vízi közlekedés
A Rhein-Ruhr-kiköttő 86.000 négyzetmeter nagy.

## Galéria

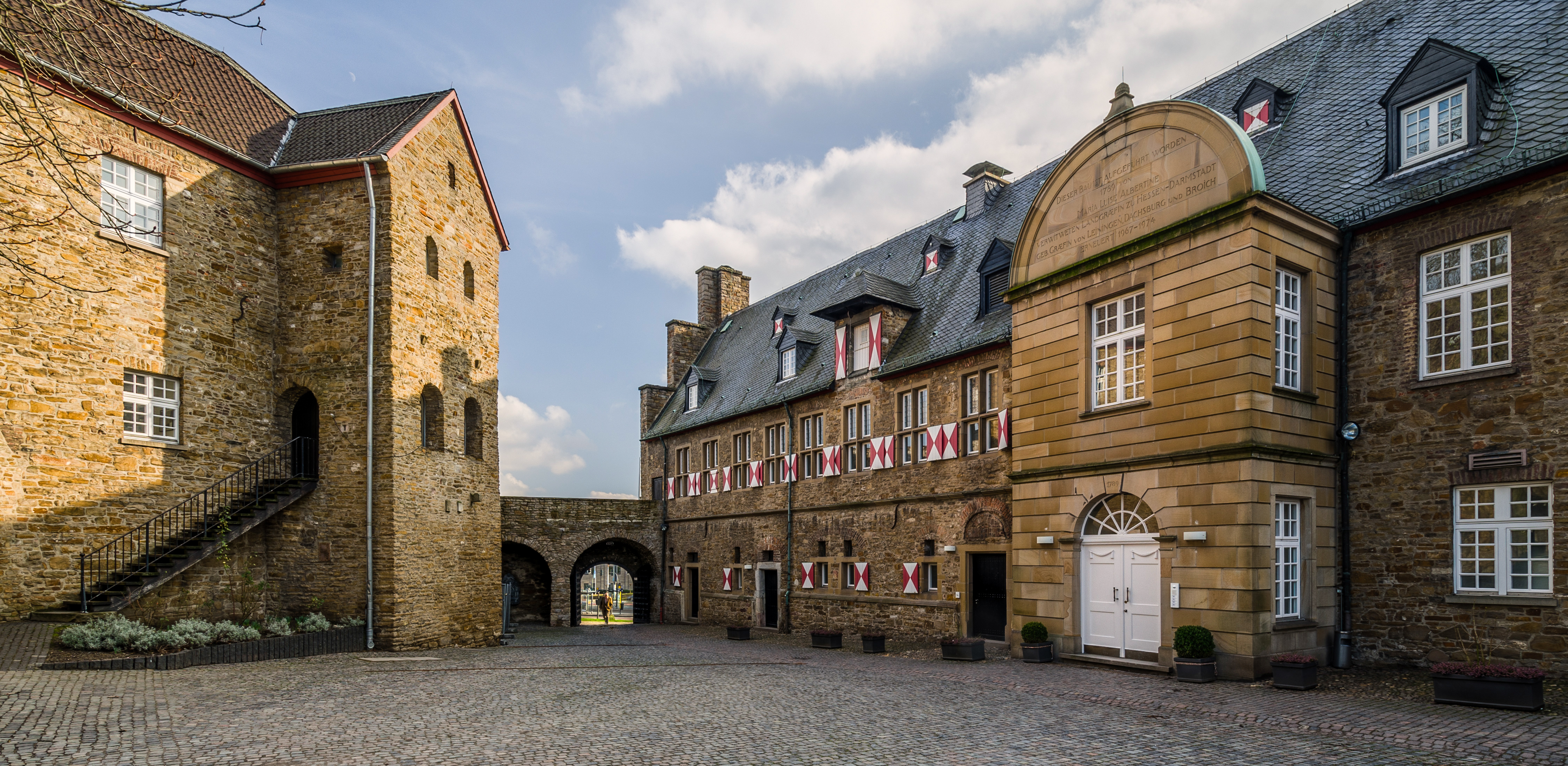
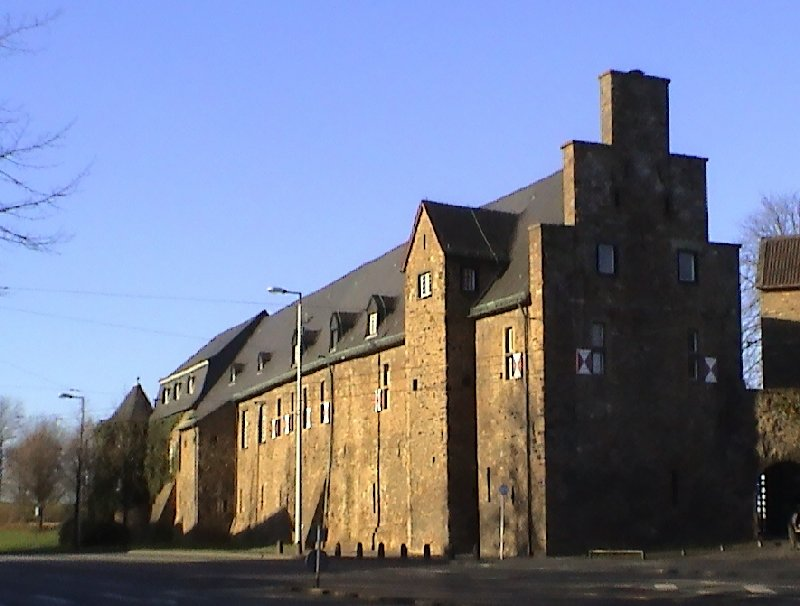
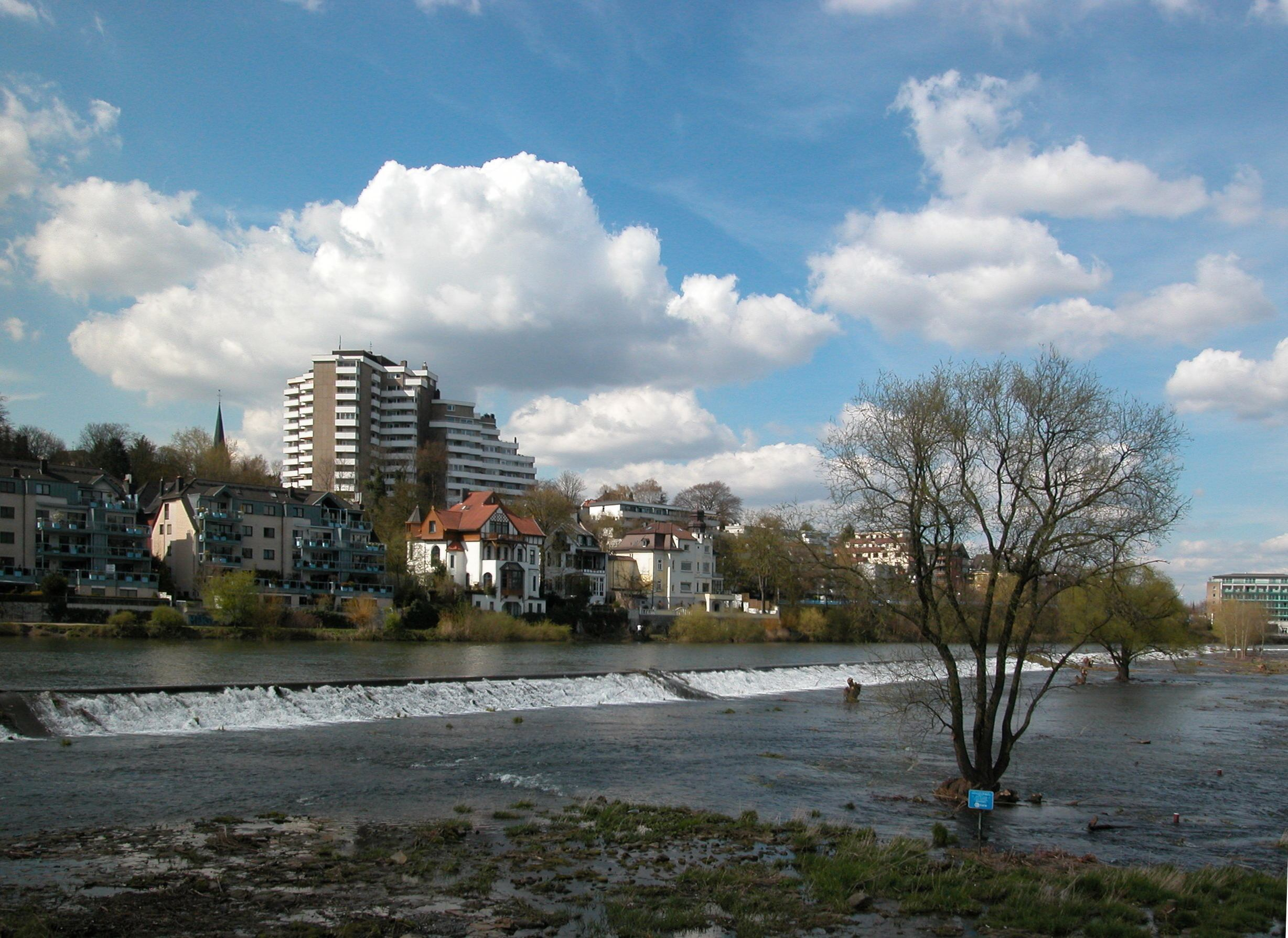
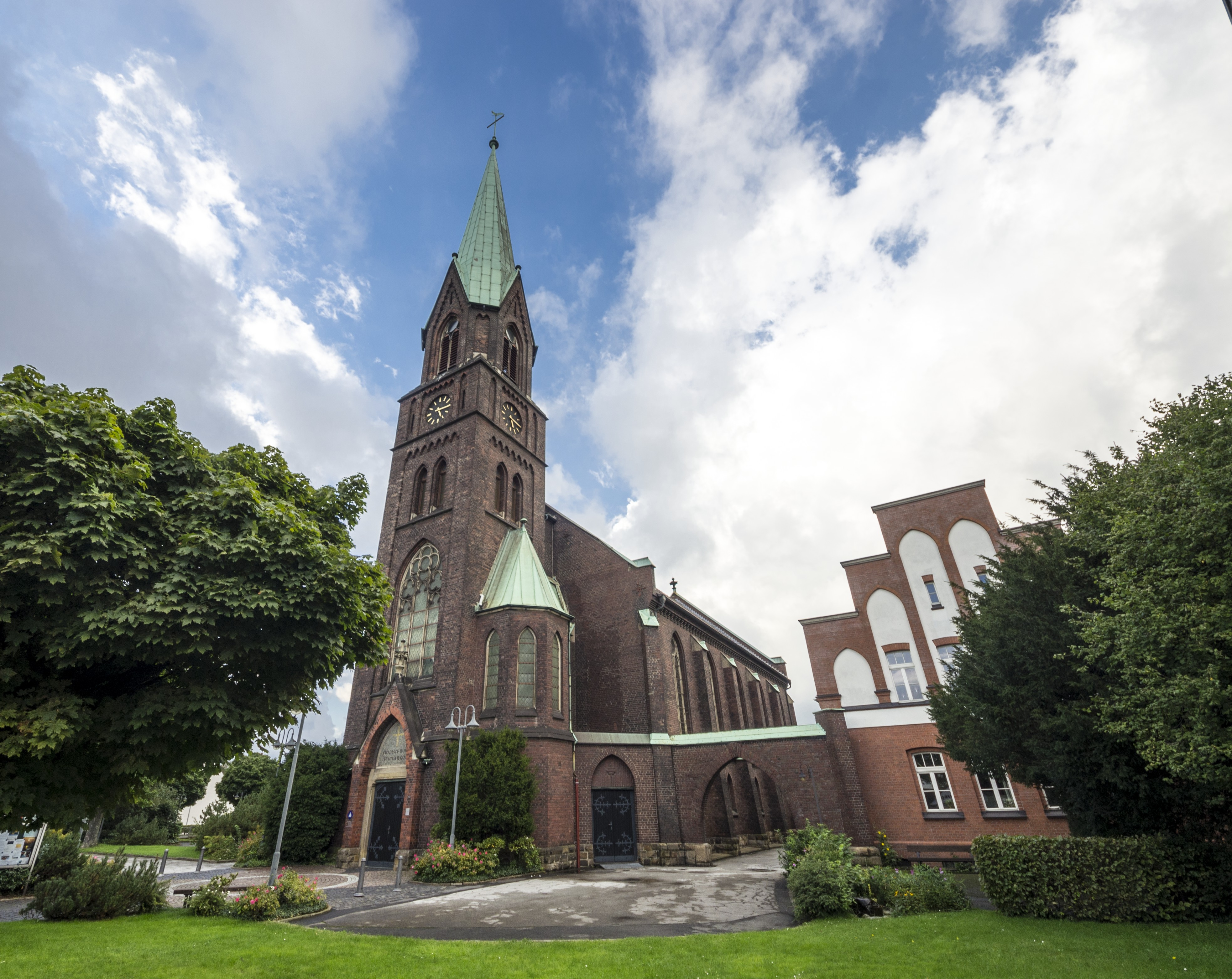
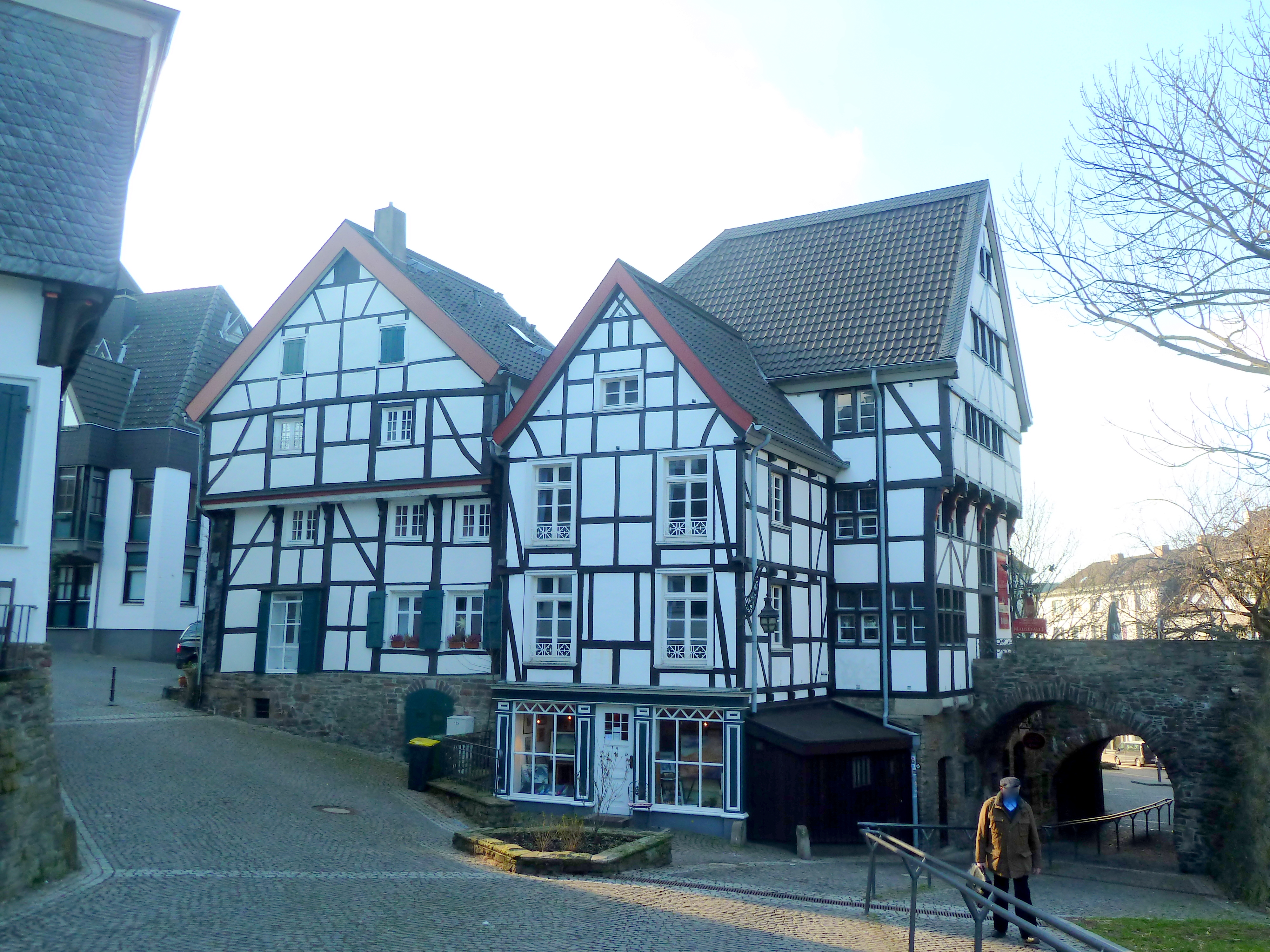
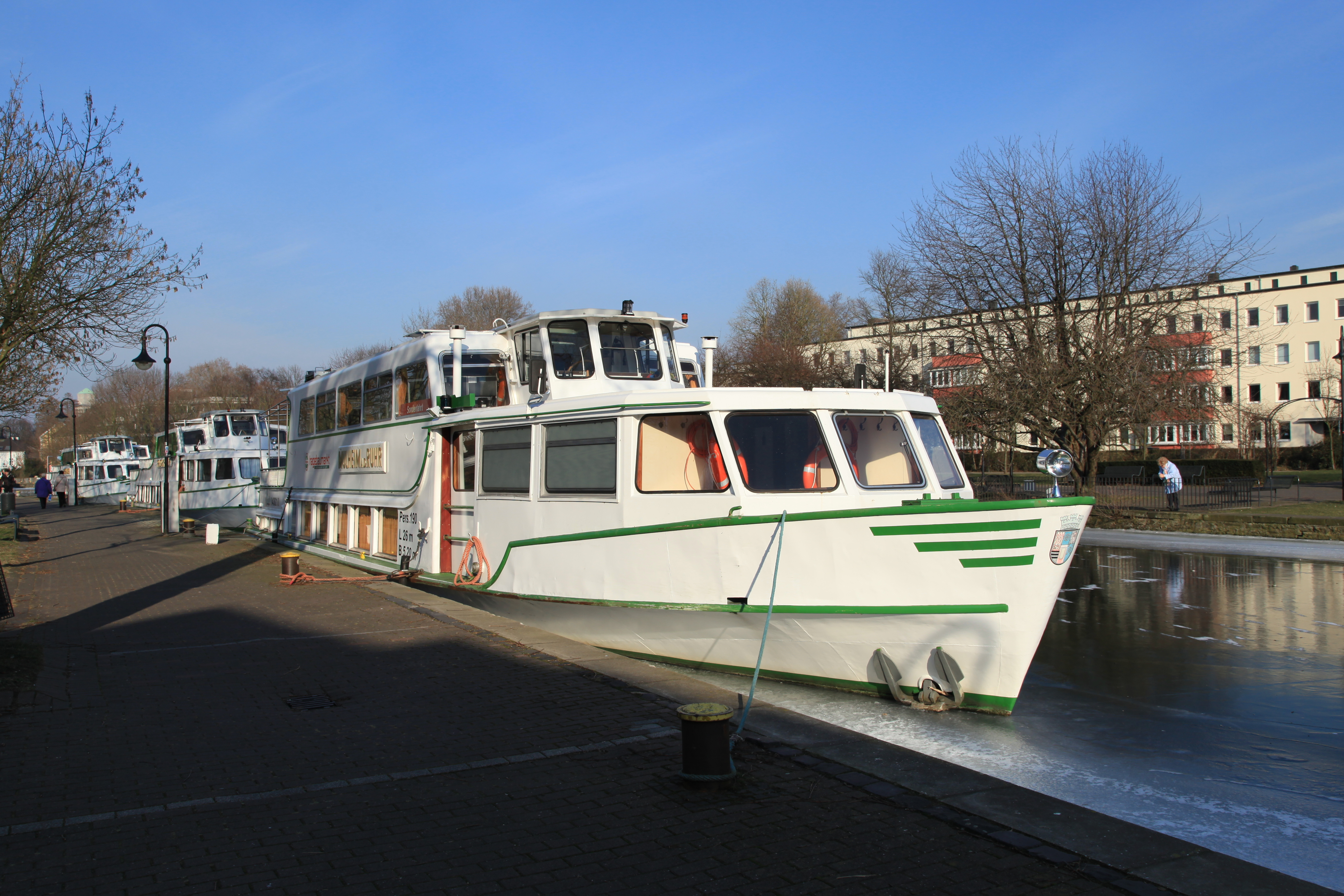

## Nevezetességek
- Boich kastély
- Szt. Péter templom
- Mária templom
- Favázas házak
- Raffelberg Solbad (sósfürdő)
- Lóversenypálya
- Wittzenhausbuschi vadaskert